# KiraKira☆Pretty Cure A La Mode
KiraKira☆Pretty Cure A La Mode hoặc là Chiến Binh Mỹ Vị Ngọt Ngào (キラキラ☆プリキュアアラモード KiraKira☆Purikyua A Ra Mōdo) là một bộ phim Anime truyền hình 2017 thuộc loại cô gái phép thuật được tạo ra bởi Toei Company và là phần thứ 14 trong loạt phim Pretty Cure của Izumi Todo. Bắt đầu phát sóng từ ngày 5/2/2017, kế tiếp Mahou Tsukai Pretty Cure!. Các mẫu thiết kế nhân vật được thiết kế bởi Ino Marie. Chủ đề chính của bộ phim này là đồ ngọt và động vật. Câu khẩu hiệu của bộ phim này là "Tạo ra! Nếm thử! Chiến đấu!" (つくって!たべて!たたかって! Tsukutte! Tabete! Tatakatte!)

## Nhân vật chính
Ichika Usami / Cure Whip (Thỏ, Màu hồng)
Lồng tiếng bởi: Karen Miyama
Himari Arisugawa / Cure Custard (Sóc, Màu vàng cam)
Lồng tiếng bởi: Haruka Fukuhara
Aoi Tategam / Cure Gelato (Sư tử, Màu xanh dương)
Lồng tiếng bởi: Tomo Muranaka
Yukari Kotozume / Cure Macaron (Mèo, Màu tím)
Lồng tiếng bởi: Saki Fujita
Akira Kenjou / Cure Chocolate (Cáo, Màu đỏ)
Lồng tiếng bởi: Nanako Mori